# Orbiton
Het orbiton is een van de quasideeltjes, waaruit een elektron in een vast stof is samengesteld. Gebonden aan een holon en een spinon vormt het orbiton een elektron. Het orbiton draagt de orbitaal vrijheidsgraad van het elektron. Wanneer een elektron in een materiaal opgesloten zit in een 1 dimensionale structuur, kan het in verschillende de quasideeltjes opgeslitst worden

.
In 1997-1998 werd het orbiton theoretisch voorspeld door  van den Brink,  Khomskii and Sawatzky

.
In 2012 werd het orbiton experimenteel gevonden, door röntgenstralen af te vuren op strontium koper-oxide, een materiaal waarin elektronen zich in 1 dimensie voortbewegen

.
In het experiment wordt een elektron in het materiaal door de invallende röntgenstralen naar een hogere orbitaal gebracht. Het aangeslagen elektron vervalt daarna in een spinon en een orbiton. Dit veroorzaakt een karakteristiek energie- en impulsverlies van de röntgenstraling, die in het experiment gemeten worden.